# PalaRovagnati
PalaRovagnati è la denominazione sponsorizzata del Palazzetto dello sport di Biassono, in provincia di Monza e della Brianza in Lombardia.
Tra gli anni ’80 e ’90 il palasport ospitava le gare interne dell’Hockey Club Monza ed era conosciuto con i nomi di PalaVergani e PalaBeretta.
È stato utilizzato dall'Hockey Roller Club Monza per la disputa delle partite casalinghe dal 2013 fino al 2025, anno del rifacimento totale dell'impianto.
A novembre 2023 è stata disputata la competizione di fase a gironi di hockey su pista della WSE Cup.

## Struttura
Di pianta rettangolare, è costituito da due tribune laterali per un totale di 848 posti. Nel 2020 la pista è stata rifatta interamente. È una struttura polifunzionale dove si possono praticare diversi sport:
- hockey su pista
- pallacanestro
- pallavolo
- calcio a 5